# Celeste Ntuli
Celeste Ntuli (Empangeni, 25 de agosto de 1978) es una comediante y actriz sudafricana. Se le conoce como la reina de la comedia zulú y es conocida por ser la primera comediante local en grabar un DVD con su programa.

## Biografía
Ntuli nació el 25 de agosto de 1978 en Empangeni donde completó su educación. Es la sexta de ocho hijos. Su familia se mudó a Durban y allí estudió tecnología del entretenimiento en la Universidad Tecnológica de Durban.

## Carrera profesional
Fue finalista en la segunda temporada de la competencia So You Think You're Funny de SABC 1 en 2009. Comenzó su carrera profesional en la comedia en 2010. Es conocida por ser la primera comediante en grabar un DVD titulado Seriously, Celeste. Ha actuado en programas de comedia como el showcase Blacks Only 2010 y 2012, SA Comic's Choice Awards 2012 y el primer programa de comedia Stand Up Zulu en Durban Playhouse, en 2011.

## Filmografía
Ha protagonizado varias películas y programas como:
- Isibaya
- 10 Days in Sun City
- Lockdown
- Looking For Love
- Trippin with Skhumba

## Premios
- Ganó el premio Golden Horn a la mejor actriz de reparto en una telenovela, SATMA en 2014[11][8]
- En 2018, ella y Skhumba Hlophe obtuvieron la mayor cantidad de nominaciones para los octavos premios anuales Comics 'Choice Awards[12][13]
- Ganó el premio Flying Solo y el premio Comedy G de los Savanna Comics 'Choice Awards 2019[14][15][16][17][18]